# Decimoquinto Doctor
El Decimoquinto Doctor es la decimoquinta encarnación del Doctor, protagonista ficticio del programa de televisión de ciencia ficción de la BBC, Doctor Who. El Decimoquinto Doctor es interpretado por el actor ruandés-escocés Ncuti Gatwa,  quien es el primer actor negro, el primer actor nacido en África, el primer actor abiertamente queer y el cuarto actor escocés en liderar la serie.  Su compañera de serie es Ruby Sunday, interpretada por Millie Gibson.
Dentro de la narrativa de la serie, el Doctor es un Señor del Tiempo, alienígena milenario del planeta Gallifrey, con orígenes algo desconocidos, que viaja en el tiempo y el espacio en su TARDIS, frecuentemente con acompañantes. Al final de su vida, el Doctor se regenera; como resultado, su apariencia física y personalidad cambian. Sin embargo, el Decimoquinto Doctor surgió de manera poco convencional, a través de una "bigeneración", en la que se separó del cuerpo de su predecesor, el Decimocuarto Doctor, en lugar de reemplazarlo, permitiendo que ambas encarnaciones coexistieran.
Gatwa había sido anunciado previamente como el sucesor de Jodie Whittaker como protagonista del programa, y muchos informes afirmaban que interpretaría al Decimocuarto Doctor y que el Decimotercer Doctor de Whittaker se regeneraría en una encarnación interpretada por Gatwa. Tras la aparición final de Whittaker como personaje en el episodio The Power of the Doctor, ella se regeneró en una forma aparentemente similar al Décimo Doctor. Se confirmó que este personaje, interpretado por David Tennant, era el Decimocuarto Doctor, y posteriormente se aclaró que Gatwa interpretaría al Decimoquinto Doctor.
Su primer episodio como actor principal se emitió el 25 de diciembre de 2023, y la decimocuarta temporada se estrenó durante 2024.

## Casting
Antes de que se anunciara el casting de Gatwa, se rumoreaba que varios actores reemplazarían a Whittaker, incluidos Hugh Grant, Michael Sheen, Kris Marshall, Richard Ayoade, Michaela Coel, Kelly Macdonald y Lenny Henry. El regreso de Russell T Davies también generó especulaciones de que un actor con el que había trabajado anteriormente en otros proyectos se uniría a él como el Decimocuarto Doctor, entre ellos Olly Alexander, Lydia West, Omari Douglas, T'Nia Miller y Fisayo Akinade ocupando un lugar destacado en las probabilidades de las casas de apuestas. También circularon rumores de que David Tennant retomaría su papel, habiendo interpretado previamente al Décimo Doctor durante la época inicial de Davies como showrunner, o que Jo Martin, quien debutó como la Doctor Fugitivo durante el mandato de Whittaker, sería revelado como la decimocuarta encarnación..
El 8 de mayo de 2022, Gatwa publicó una imagen en Instagram con dos emojis de corazón rojo, un signo más y un emoji de cuadro azul. La publicación, junto con los comentarios de Davies, quien volvía como showrunner de Doctor Who, llevó a la especulación de que Gatwa había sido elegido como el Doctor. Esto fue confirmado más tarde ese mismo día por la cuenta oficial de Twitter de la serie.
En un artículo publicado en el sitio web de Doctor Who, Gatwa dijo:

Este papel y programa significan mucho para muchas personas en todo el mundo, incluyéndome a mí, y cada uno de mis increíblemente talentosos predecesores ha manejado esa responsabilidad y privilegio únicos con el mayor cuidado. Haré todo lo posible para hacer lo mismo.

Davies agregó:

Ncuti nos deslumbró, se apoderó del Doctor y obtuvo esas llaves de la TARDIS en segundos... ¡Les prometo que 2023 será espectacular!

Inicialmente se esperaba que Gatwa interpretara al Decimocuarto Doctor en mayo de 2022, reemplazando a la actriz Jodie Whittaker en el papel luego de una serie de episodios especiales a lo largo de 2022. Durante el especial The Power of the Doctor, se reveló que después de la regeneración de Whittaker, el Doctor se había regenerado en David Tennant. Se confirmó que Gatwa finalmente protagonizaría el papel del Decimoquinto Doctor, y el productor ejecutivo Davies afirmó: «¡El camino hacia el Decimoquinto Doctor de Ncuti está cargado de misterio, horror, robots, títeres, peligro y diversión!» Gatwa apareció en el personaje por primera vez en el tráiler de los especiales del 60° aniversario, que precedió a su ascenso al papel principal el 9 de diciembre de 2023.

## Apariciones
Antes de la primera aparición del Decimoquinto Doctor, Gatwa hizo un cameo no acreditado como él mismo, disfrazado de Doctor, durante una repetición editada del docudrama de 2013 An Adventure in Space and Time, que se transmitió el 23 de noviembre de 2023, el sexagésimo aniversario del estreno de Doctor Who en la BBC. En la versión original, mientras se prepara para filmar su escena de regeneración, William Hartnell (David Bradley) mira a través de la consola de la TARDIS y tiene una visión de Matt Smith, el actor que interpretó al entonces Undécimo Doctor durante el año del 50° aniversario del programa. Para la repetición de 2023, la escena se editó para reemplazar a Smith con Gatwa.
Gatwa interpreta por primera vez como el Decimoquinto Doctor en el episodio especial del 60° aniversario The Giggle, apareciendo en el último tercio de la historia cuando el Decimocuarto Doctor (David Tennant) parece regenerarse pero, en su lugar, se "bigenera", presentando al nuevo Doctor como una entidad física separada. Los dos Doctores se unen para derrotar al Juguetero (Neil Patrick Harris) y luego usan el poder restante del dominio de deformación de la realidad persistente de este último para duplicar la TARDIS. El Decimoquinto Doctor comparte algunas palabras de sabiduría con su predecesor, quien le devuelve el favor deseándole suerte, antes de emprender nuevas aventuras en su versión de la TARDIS.
El Doctor apareció a continuación en The Church on Ruby Road, donde conoce a su nueva compañera Ruby Sunday (Millie Gibson) y se enfrenta a un grupo de duendes.

## Recepción

### Anuncio
Angus Robertson, secretario de Cultura de Escocia, felicitó a Gatwa por ser elegido. Su compañero actor Olly Alexander, que estuvo entre los favoritos para interpretar el papel, tuiteó su alegría por el casting. Su compañero escocés Sylvester McCoy, que interpretó al Séptimo Doctor a finales de la década de 1980, tuiteó su satisfacción por que otro actor escocés tomara las riendas del Doctor. En el Fan Festival de París de 2022, Matt Smith, quien interpretó al Undécimo Doctor, expresó abiertamente su apoyo a que Gatwa asumiera el papel. En una entrevista con STV News, Peter Capaldi, quien interpretó al Duodécimo Doctor, declaró que creía que Gatwa sería "un Doctor increíble". Durante los Premios de Televisión de la Academia Británica de 2022, Gatwa declaró que David Tennant, quien interpretó al Décimo y Decimocuarto Doctor, y Jodie Whittaker, quien interpretó a la Decimotercero Doctor, lo llamaron para expresarle su apoyo.